# Alchemilla exuens
Alchemilla exuens es una especie de planta del género Alchemilla, perteneciente a la familia Rosaceae.

## Taxonomía
Alchemilla exuens fue descrita por Serguéi Yuzepchuk en 1938.

## Distribución
Se encuentra en el territorio de Crimea.